# Ducati Supersport

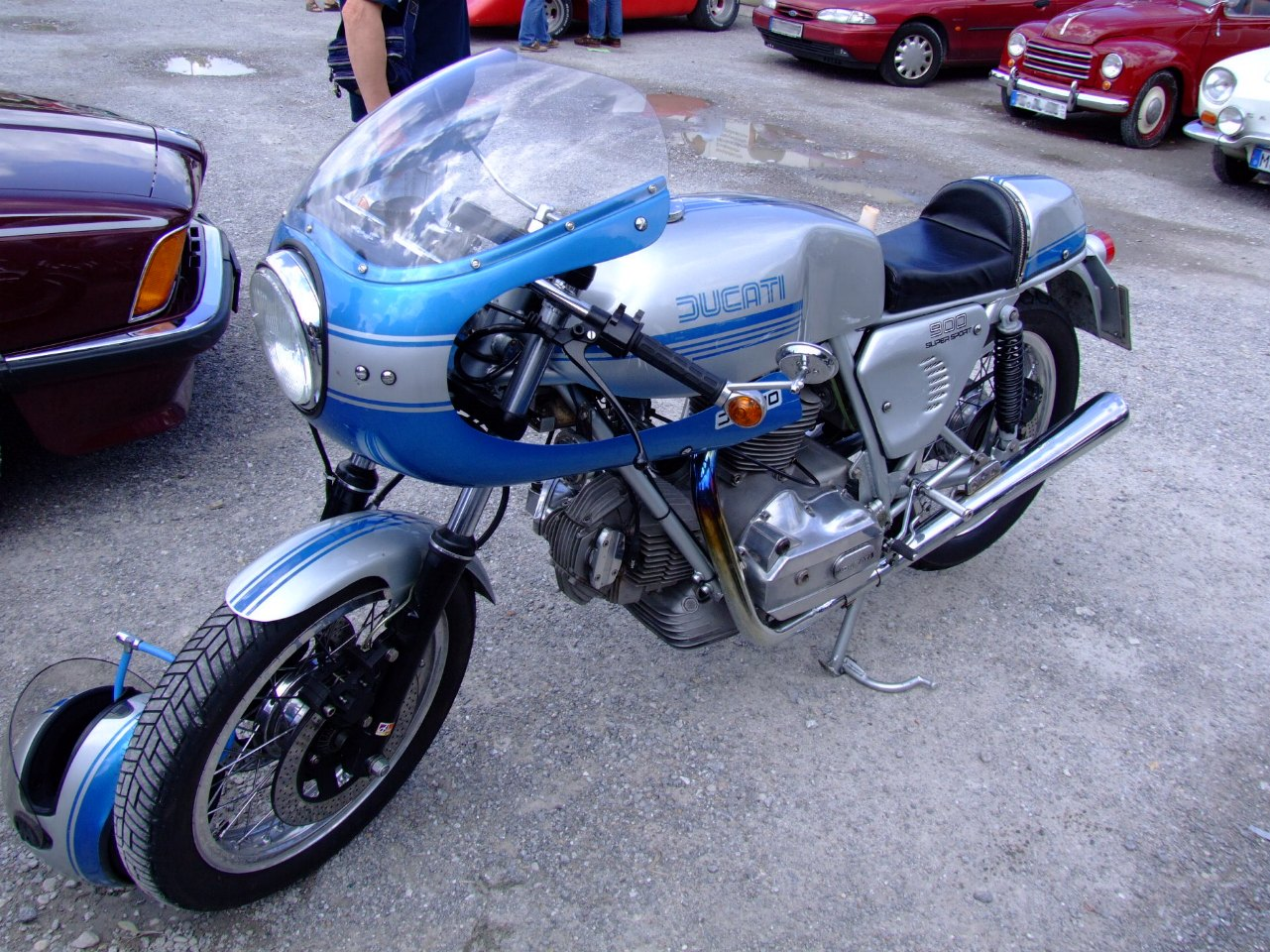
La première...

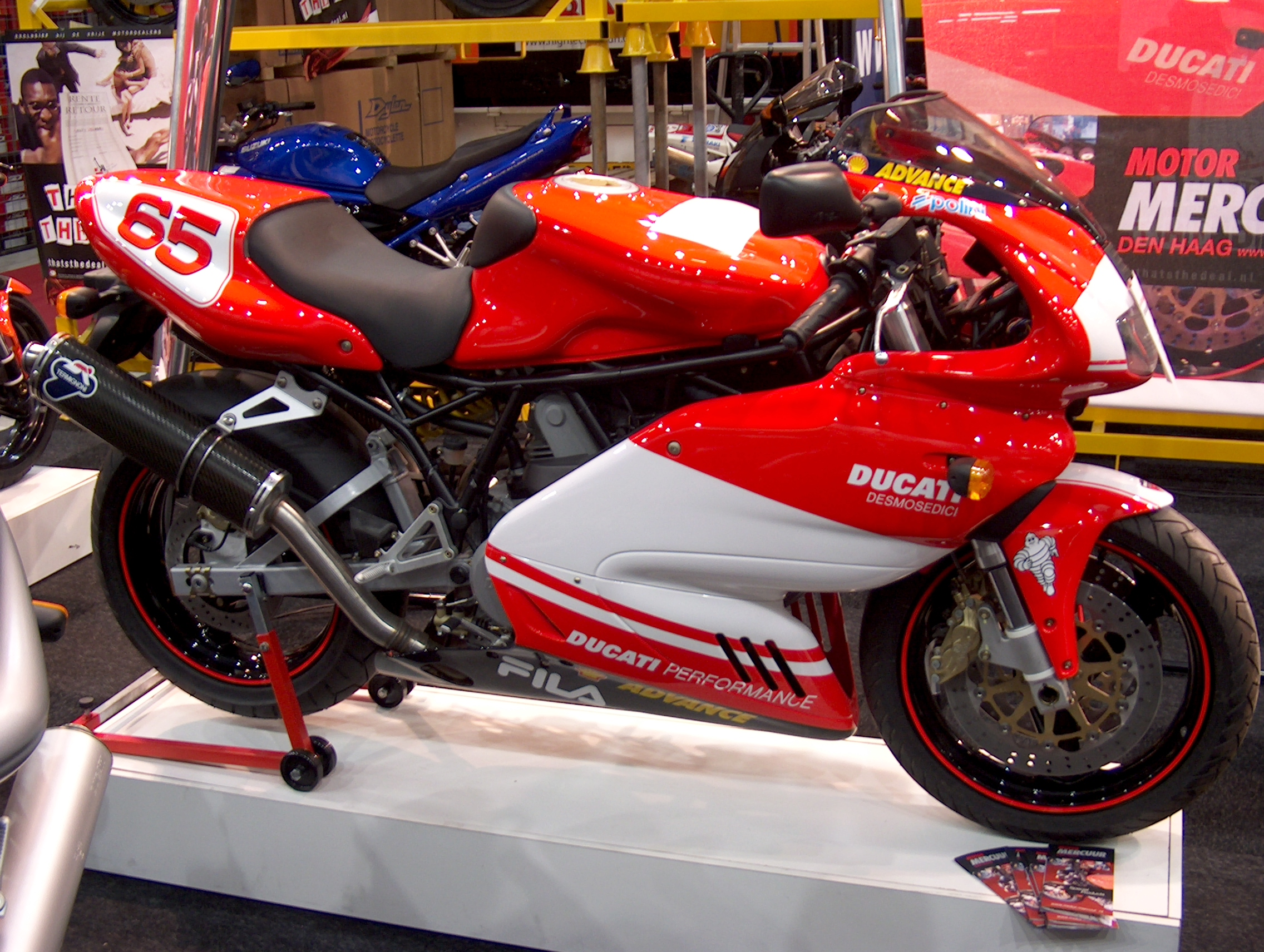
... et la dernière 900 SS

Les Supersport ou SS sont des modèles de moto issus de la gamme du constructeur italien Ducati.
La gamme est caractérisée par des motos sportives à moteur deux soupapes par cylindre et refroidissement à air.
Contrairement à la production actuelle, les premières Super Sport représentaient le fer de lance de la marque. L'esprit de la première 900 SS de 1978 est plus proche de celui de la 916 que de celui de la 900 SS de 1989, qui porte pourtant le même nom.
La première SS est apparue en 1973, après la victoire de Paul Smart à Imola. Elle dérivait d'une 750 GT. Elle est rejointe en 1975 par la 900 SS, rendue célèbre dans sa livrée grise et bleue grâce à la BD Joe Bar Team. Début 1980, elle est épaulée puis remplacée par la 900 MHR, commémorant la victoire de Mike Hailwood au Tourist Trophy. En 1984, la 900 MHR est remplacée par la 1000 MHR dont la production s'arrête en 1985.
Il faut attendre 1988 pour que se poursuive la lignée. La 750 Sport ouvre la voie. La 900 SS est de retour et son succès permet d'étoffer la gamme. Apparaissent en 1991 les 350, 400 et 750 SS, la 600 n'apparaissant qu'en 1994 avec le 600 Mostro.
Avec le rachat de Ducati par le fonds de pension américain Texas Pacific Group à la fin des années 1990, la gamme Supersport est remaniée. L'esthétique est revue pour coller aux nouveaux canons de la beauté, la mécanique est plus moderne (apparition de l'injection électronique) tout en conservant les bases qui ont fait l'histoire de Ducati. On assiste au lancement d'une nouvelle gamme : la 620, la 800 et la 1000 SS rejoignent puis remplacent les 600, 750 et 900 SS en 1998. La production de la 600 sera arrêtée en 1998, la 620 ne la remplacera qu'en 2001, reprenant le moteur de la 620 Monster.
La production des modèles de la gamme Supersport s'arrête fin 2006 pour reprendre dix ans plus tard avec la SuperSport.
L'orthographe a été modifiée dans le temps. Les premiers modèles s'écrivaient Super Sport, transformé en Supersport à la refonte de 1988, puis SuperSport en 2016.